# アットコスメキャリア
@cosme Career（アットコスメキャリア）は、株式会社アイスタイルキャリアが運営するコスメ・美容業界専門の求人サービス。美容部員・ビューティーアドバイザー(BA)、エステティシャン、セラピスト、ネイリスト、アイリストを中心に、コスメ・美容業界での仕事に特化した求人情報を提供している。

## 概要
2008年にサービスを開始した、美容業界専門としては老舗の求人サイト。首都圏を中心に常時300〜400件ほどの求人と、コラムやセミナー情報などのコンテンツを含む。株式会社アイスタイルが運営する化粧品クチコミサイト「アットコスメ」の姉妹サイトでユーザーの8割が20代〜30代の女性。美容部員・ビューティーアドバイザー(BA)の求人に特化しており、エステティシャン・ネイリスト等その他の美容系職種に関しては相対的に少なくなっている。運営元が株式会社アイスタイルの子会社という関係上、アイスタイル本社やアットコスメストアなど、同社グループ内の求人も掲載される。

## 主なコンテンツ・サービス

### 求人検索
職種・勤務地などから掲載中の求人情報の検索ができる。

### 求人特集
こだわり条件やブランドなどで求人が探せる特集ページ。

### キャリア研究所
化粧品業界にまつわるコラムや、美容部員・ビューティーアドバイザーに関するコンテンツが掲載される。

### アカデミー
美容部員・ビューティーアドバイザー向けのキャリアアップや化粧品業界を目指す人のための各種セミナーやイベント情報。

### 転職支援サービス
元美容部員や店長経験者などのキャリアカウンセラーによる無料のカウンセリングサービス。
美容部員へのキャリアチェンジやキャリアアップを目指す人を対象にした一般向けのほか、店長候補などプロフェッショナルを対象にしたハイクラス向けの2つの窓口が存在する。

### スカウトサービス
プロフィールや興味のある仕事を登録しておくと、企業から直接指名でスカウトが届くサービス。

## 沿革
- 2008年01月 - 株式会社アイスタイルにより、「アットコスメキャリア」サービス開始（PC・モバイル版）
- 2009年02月 - アットコスメ姉妹サイトとの会員情報統合。
- 2011年05月 - 公式Twitter開設。
- 2013年
  - 08月 - オフィスを赤坂アークヒルズに移転。
  - 10月 - 公式Facebook開設。
- 2015年
  - 02月 - サイト全面リニューアル。モバイル版サービス終了。
  - 07月 - 株式会社アイスタイルキャリア設立。
  - 09月 - 公式LINE@開設。

## 関連サービス

### ＠cosme（アットコスメ）
グループ企業の株式会社アイスタイルが運営する化粧品クチコミサービス。